# Пачовський Роман
Роман Васильович Пачо́вський (нар. 1 листопада 1911, Рава-Руська — пом. 6 лютого 1968, Нью-Йорк) — український живописець. Син письменника Василя Пачовського, старший брат художника-графіка Бориса Пачовського.

## Біографія
Народився 1 листопада 1911 року в місті Раві-Руській (тепер Львівська область, Україна). 
У ранньому віці він захопився живописом і досягнув перших успіхів. Плідно працював над творами релігійної тематики. Коли в середині 30–х років ХХ ст. батько втратив роботу і сім’я опинилася без засобів існування, то саме його картини стали важливим джерелом сімейних доходів. Завдяки старанням матері Неоніли (з родини Горницьких)  твори молодого маляра потрапили до колекцій митрополита Андрея Шептицького, композиторів Василя Барвінського і Станіслава Людкевича, інших видатних діячів громадсько-культурного життя тодішнього Львова.
У 1937 році  Роман Пачовський здійснив спробу стати студентом Академії образотворчих мистецтв у Варшаві. І хоча іспитові роботи абітурієнта виявилися одними з кращих, він не пройшов за конкурсом. Як згодом згадував сам Роман Пачовський, причиною стало свідоцтво про закінчення української гімназії. На тому свідоцтві був допис міністерства освіти, що воно не може визнаватися нарівні з свідоцтвами державних закладів .
По приїзді в Сполучені Штати Америки  на одній з виставок була представлена його робота ”Осінь на Іст рівер”, що отримала схвальну оцінку місцевої преси. Роман Пачовський несподівано отримав запрошення на навчання в мистецькій школі Arts Students League у Нью-Йорку. Студіював також мистецтво в Національній академії проектів.
Активну діяльність проявляв в Об'єднанні митців-українців в Америці, протягом 13 років був його секретарем. 
Зібрав і зберігав літературну спадщину Василя Пачовського, популяризував творчість батька у статтях, організовував книжкові виставки. Автор публікацій «Василь Пачовський» (1952) «До чвертьстоліття смерти батька» (1967), «Перегляд критики ліричних збірок Василя Пачовського» (1967) та ін.
Помер в Нью-Йорку 6 лютого 1968 року.

## Твори
Представник поміркованого імпресіонізму. Крім пейзажів, низка портретів і композиційних картин переважно на історичні теми. 
- «Байда Вишневецький»;
- «Втеча трьох братів з Азова»;
- «Домовина України»;
- «Дума про бурю на Чорному морі»;
- «Запорожці»;
- «Камінь»;
- «Конотопська баталія»[3];
- «Ліс восени»;
- «Маруся Богуславка»;
- «Мисливська стежка» (1959);
- «Осінь на Іст рівер»;
- «Чернець» (1961) та інші.

## Виставки
Учасник багатьох колективних і персональних виставок, організованих  Об'єднанням митців-українців в Америці, Монументальні твори митця «Запорожці» і «Дума про Марусю Богуславку», як і полотна «Чернець» та «Домовина України», стали центральними його четвертої персональної виставки, що була влаштована  у Нью-Йорку (1967). В одній з газетних рецензій відзначалося, що основою історичних композицій  стали поеми  Тараса Шевченка, а своєю містикою вони нагадують літературні твори «Сон української ночі» й «Сонце Руїни» батька Василя Пачовського. 

## «Рідні скарби в рідну церкву»
На еміграції виявилося корисним юнацьке захоплення Романа Пачовського релігійною тематикою.  Разом з художником Святославом Гординським він розписував святилище у православній церкві Святого Миколая в Монессені, збудованій українськими емігрантами  на початку ХХ ст. у часи змагань за українську державність. Як писала газета «Свобода» у статті «Рідні скарби в рідну церкву», два «наші відомі артисти з Нью-Йорка поклали тут найкращі зразки нашого традиційного українського мистецтва візантійського стилю». Високохудожнє відновлення святилища у храмі однієї з найдавніших парафій Української православної церкви  газета назвала «справжнім мистецьким здобутком».